# Vinchon
Pour les articles homonymes, voir Vinchon.
Le vinchon est un instrument de mesure portant le nom de son inventeur, utilisé pour mesurer les déplacements relatifs de deux surfaces adjacentes dans trois directions orthogonales :
1. Déplacement vertical (glissement)
2. Déplacement latéral (ouverture)
3. Déplacement avant-arrière (rejet)

Son nom commun est fissuromètre.

## Utilisation
Il est surtout utilisé pour la surveillance des fissures des ouvrages d’art (ponts, barrages, digues, etc.). 
Il s’agit d’un fissuromètre triaxial dont la mesure se fait au pied à coulisse avec une précision de lecture au 1/10e de mm.
Une version télémesurée existe, où les entrefers sont remplacés par des bobines électriques, la mesure différentielle des inductances permet de déduire le déplacement. Cette mesure peut donc être réalisée à distance.

## Description
Il est constitué de deux pièces métalliques scellées de part et d’autre de la fissure.
La section des pièces métalliques doit être au minimum de 2 cm × 2 cm.
La qualité globale de la mesure dépend largement du soin apporté au scellement de l’appareil et de la rigidité des pièces métalliques.